# Veliki Banovac
Veliki Banovac is een plaats in de gemeente Pakrac in de Kroatische provincie Požega-Slavonië. De plaats telt 170 inwoners (2001).